# Anders Näslund (sångare)
Anders Näslund, född 6 september 1920 i Gudmundrå i Västernorrlands län, död 10 augusti 1974 i Stockholm, var en svensk skådespelare och operasångare (baryton).

## Biografi
Näslund avlade, med sikte på prästbanan, studentexamen vid Fjellstedtska skolan i Uppsala 1942. Han övergick dock snart till sångstudier vid Musikhögskolan för Joseph Hislop och privat för Nanny Larsén-Todsen, samtidigt med studier i praktisk filosofi och psykologi vid Stockholms högskola, men insåg att han hade sin framtid som sångare. Han debuterade 1947 som Alberich i Wagners Rhenguldet.
Han var engagerad vid Kungliga Teatern 1947–1969. Bland Näslunds rolltolkningar märks flera av de stora ryska operarollerna såsom Eugene Onegin och Nick Shadow i Rucklarens väg. Han deltog även vid urpremiärerna av flera operor som Tjartkov i Hilding Rosenbergs Porträttet och Mimaroben i Aniara samt titelrollen i Alban Bergs Wozzeck vid den svenska premiären 1957. Han gjorde även Telramund i Lohengrin, Beckmesser i Mästersångarna i Nürnberg och de fyra basrollerna i Hoffmanns äventyr. Näslund var även en efterfrågad konsertrecitatör.
Anders Näslund är begravd på Gudmundrå kyrkogård.

## Filmografi
- 1952 – Janne Vängman i farten
- 1956 – Flamman
- 1964 – Svenska bilder
- 1966 – Jag
- 1968 – Carmilla
- 1969 – Kameleonterna

## Teater

### Roller
| År   | Roll | Produktion                           | Regi             | Teater                  |
| ---- | ---- | ------------------------------------ | ---------------- | ----------------------- |
| 1947 |      | Det var en gång ... Holger Drachmann | Åke Ohberg       | Skansens friluftsteater |
| 1954 |      | Rövarna på Hunneberg Rune Lindström  | Sandro Malmquist | Skansens friluftsteater |